# Falakró
Le Falakró (en grec moderne : Φαλακρό όρος, litt. « mont chauve ») est une montagne ainsi qu'une station de ski de Grèce, situées au nord de la ville de Dráma, en Macédoine-Orientale-et-Thrace.
À 2 232 m d'altitude, c'est le point culminant de la périphérie de Macédoine-Orientale-et-Thrace. Avant le rattachement de la région à la Grèce, le mont était désigné sous le nom bulgare de Bozdag (litt. « mont gris »).

## Domaine skiable
Un domaine skiable a été aménagé sur les pentes du mont éponyme. Il est accessible depuis Dráma via la route de 45 km prenant la direction de Kato Nevrokopi puis Volakas.
Il s'agit du plus grand domaine de Macédoine, mais aussi du plus septentrional du pays. La saison hivernale y est la plus longue de Grèce. Il offre un dénivelé maximal de 617 m. Il est équipé notamment d'un télésiège 4-places débrayable, l'un des rares du pays.
Il est possible d'y pratiquer le ski nocturne les samedis soir.

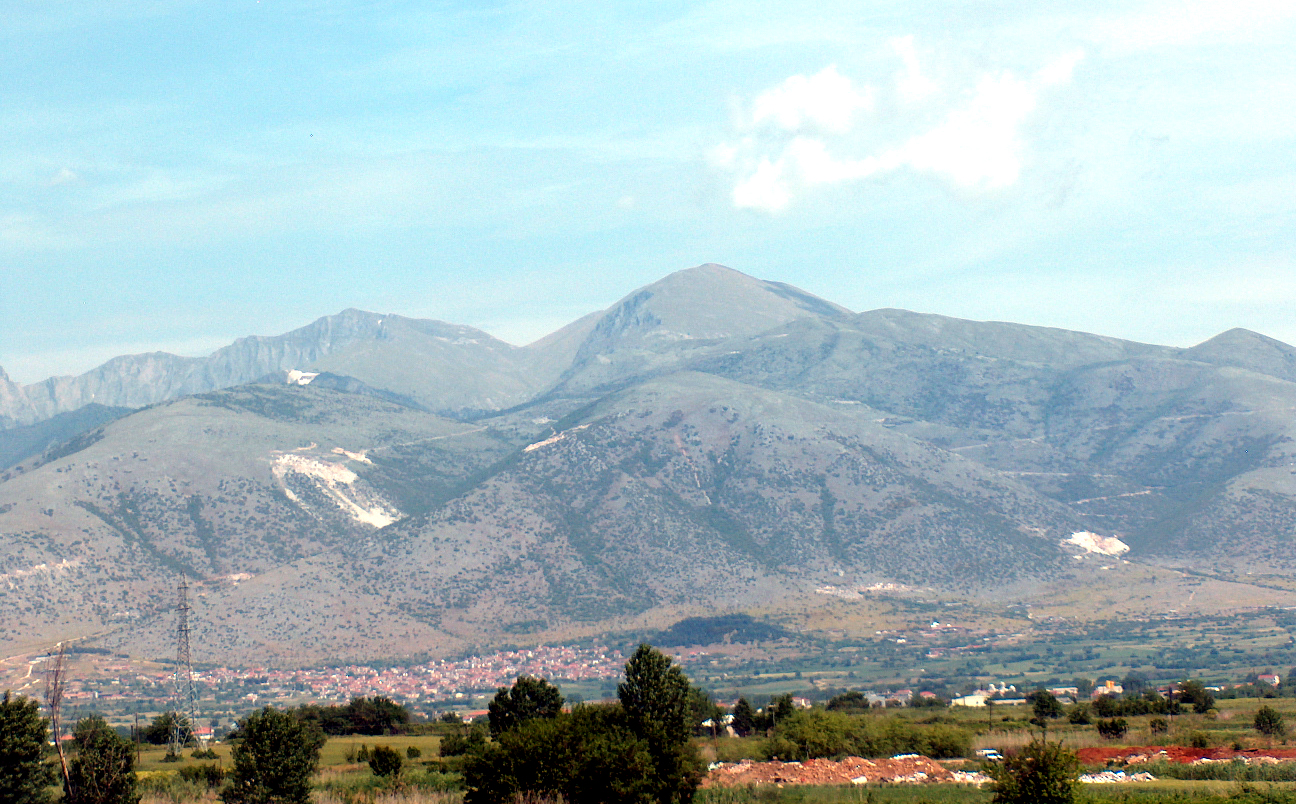
Le Falakró.